# Rangitikei
Rangitikei – jedna z dłuższych rzek w Nowej Zelandii. Długość rzeki wynosi 241 km. Źródło rzeki znajduje się na południowy wschód od jeziora Taupō w Kaimanawa Range. Rzeka uchodzi do Morza Tasmana, 40 km na południowy wschód od Wanganui.